# Схеффер, Мартен
Мартен Схеффер (Marten Scheffer; род. 13 сентября 1958, Амстердам) — нидерландский эколог и теоретический биолог, специалист по сложным системам; лимнолог.
Доктор философии (1990), заслуженный профессор Вагенингенского университета, член Нидерландской королевской академии наук (2012), иностранный член НАН США (2019).
Лауреат премии Спинозы (2009) и BBVA Foundation Frontiers of Knowledge Award (2016).
Окончил по биологии Утрехтский университет, там же получил докторскую степень (PhD) по экологии (1990). Профессор Вагенингенского университета, ныне заслуженный.
Член редколлегий ‘Ecosystems’ и ‘Ecology and Society’.
Также профессионально занимается музыкой.
Автор книг Ecology of Shallow Lakes (2004), Critical Transitions in Nature and Society (2009).

### Награды и отличия
- Sustainability Science Award Экологического общества Америки (2004)
- Премия Спинозы (2009)
- Почётный член Экологического общества Америки (2011)
- BBVA Foundation Frontiers of Knowledge Award (2016)[4]
- Ramon Margalef Prize in Ecology[англ.] (2023)